# John Parr

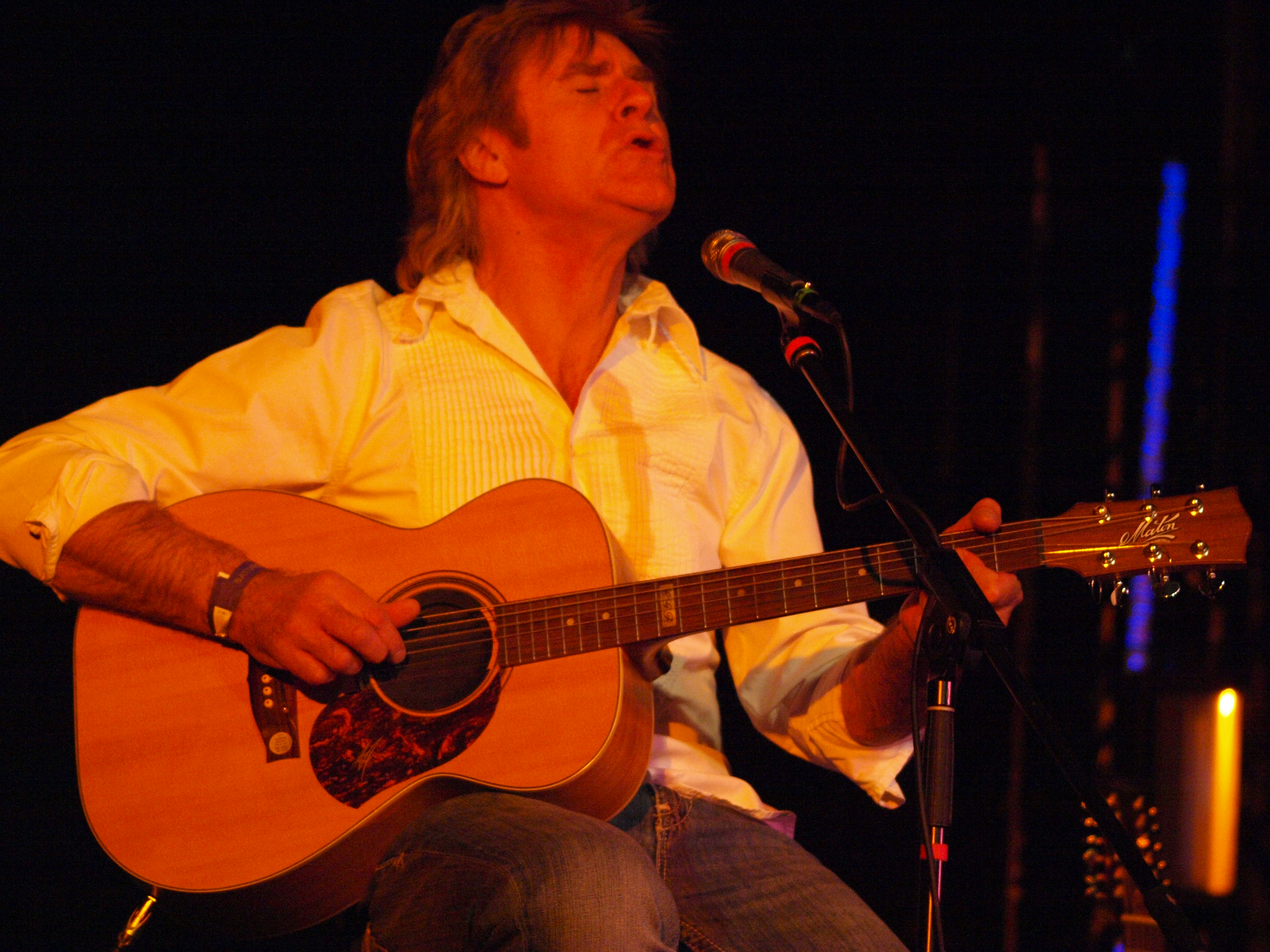
John Parr (2011)

John Stephen Parr (* 18. November 1952 in Worksop, Nottinghamshire) ist ein britischer Rockmusiker und Songwriter. Sein größter Erfolg ist St. Elmo’s Fire (Man in Motion) aus dem Jahr 1985.

## Werdegang
John Parr stammt aus Newcastle, wo er im Alter von zwölf Jahren mit zwei Schulfreunden die Band The Silence gründete, mit der er auch durch Europa tourte. Später wechselte Parr zu einer Band namens Ponders End, die zwar in Newcastle (damals neben den Dire Straits) einen guten Ruf als Live-Act genoss, es aber nie bis zu einem Plattenvertrag schaffte.
1983 erhielt Parr einen eigenen Plattenvertrag und arbeitete mit John Wolfe (dem Manager von The Who) und in den USA mit Meat Loaf zusammen, für dessen Album Bad Attitude Parr ein Lied schrieb.
Naughty Naughty hieß John Parrs erster Erfolg, der vor allem in den auf Rock spezialisierten Radiostationen in den USA einschlug. 1985 unternahm er eine Tour mit seiner Band The Business als Vorgruppe von Toto. Am Ende der Tournee bot der Produzent David Foster ihm an, das Titellied für den Film St. Elmo’s Fire – Die Leidenschaft brennt tief zu liefern. Der eingängige Rocksong wurde weltweit ein Hit und bescherte Parr etliche Auszeichnungen, darunter eine Grammy-Nominierung. Zum Film American Anthem steuerte er das Lied Two Hearts bei, das auch auf Parrs 1986er Album Running the Endless Mile enthalten ist.
St. Elmo’s Fire (Man in Motion) blieb allerdings John Parrs einziger großer Erfolg. Er schrieb noch Under a Raging Moon für Roger Daltrey und arbeitete als Autor und Produzent mit Marilyn Martin und erneut mit Meat Loaf (Rock & Roll Mercenaries) sowie für diverse Filme; zum deutschen Film Go Trabi Go steuerte er Westward Ho bei.
Für die Pepsi Company und die Jack Calmes Satellite TV Corporation sang er in einer aufwändig inszenierten und weltweit ausgestrahlten Show, für die in Los Angeles zu den Klängen von St. Elmo’s Fire noch einmal die olympische Flamme entzündet wurde.
Der aus dem 1996er Album Under Parr vorab als Single ausgekoppelte Song The River Runs Deep gelangte zwar durch seinen Einsatz als Titellied der Fernsehserie Einsatz für Lohbeck im Ersten zu einer gewissen Popularität, konnte sich allerdings auch nicht in den nationalen oder Internationalen Charts platzieren.

## Diskografie

### Studioalben
| Jahr | Titel                    | Höchstplatzierung, Gesamtwochen, AuszeichnungChartplatzierungen (Jahr, Titel, Platzierungen, Wochen, Auszeichnungen, Anmerkungen) | Höchstplatzierung, Gesamtwochen, AuszeichnungChartplatzierungen (Jahr, Titel, Platzierungen, Wochen, Auszeichnungen, Anmerkungen) | Höchstplatzierung, Gesamtwochen, AuszeichnungChartplatzierungen (Jahr, Titel, Platzierungen, Wochen, Auszeichnungen, Anmerkungen) | Höchstplatzierung, Gesamtwochen, AuszeichnungChartplatzierungen (Jahr, Titel, Platzierungen, Wochen, Auszeichnungen, Anmerkungen) | Anmerkungen                              |
| Jahr | Titel                    | AT | CH | UK | US | Anmerkungen                              |
| ---- | ------------------------ | --- | --- | --- | --- | ---------------------------------------- |
| 1984 | John Parr                | — | — | UK60 (2 Wo.)UK | US48 (26 Wo.)US | Erstveröffentlichung: 1984               |
| 1986 | Running the Endless Mile | — | — | — | — | Erstveröffentlichung: 13. Oktober 1986   |
| 1992 | Man with a Vision        | AT38 (1 Wo.)AT | CH37 (2 Wo.)CH | — | — | Erstveröffentlichung: 23. März 1992      |
| 1996 | Under Parr               | — | — | — | — | Erstveröffentlichung: 13. September 1996 |
| 2012 | The Mission              | — | — | — | — | Erstveröffentlichung: 2012               |

### Livealben
- 2011: Letter to America

### Kompilationen
- 1991: St. Elmo’s Fire (Man in Motion) / Night Games (John Parr / Graham Bonnet; 7inch-Kompilation)
- 2006: Man in Motion (Doppel-CD, enthält die Alben Man with a Vision und Under Parr)

### Singles
| Jahr | Titel Album                                    | Höchstplatzierung, Gesamtwochen, AuszeichnungChartplatzierungen (Jahr, Titel, Album, Platzierungen, Wochen, Auszeichnungen, Anmerkungen) | Höchstplatzierung, Gesamtwochen, AuszeichnungChartplatzierungen (Jahr, Titel, Album, Platzierungen, Wochen, Auszeichnungen, Anmerkungen) | Höchstplatzierung, Gesamtwochen, AuszeichnungChartplatzierungen (Jahr, Titel, Album, Platzierungen, Wochen, Auszeichnungen, Anmerkungen) | Höchstplatzierung, Gesamtwochen, AuszeichnungChartplatzierungen (Jahr, Titel, Album, Platzierungen, Wochen, Auszeichnungen, Anmerkungen) | Höchstplatzierung, Gesamtwochen, AuszeichnungChartplatzierungen (Jahr, Titel, Album, Platzierungen, Wochen, Auszeichnungen, Anmerkungen) | Anmerkungen                                                        |
| Jahr | Titel Album                                    | DE | AT | CH | UK | US | Anmerkungen                                                        |
| ---- | ---------------------------------------------- | --- | --- | --- | --- | --- | ------------------------------------------------------------------ |
| 1984 | Naughty Naughty John Parr                      | — | — | — | UK58 (4 Wo.)UK | US23 (20 Wo.)US | Erstveröffentlichung: November 1984                                |
| 1985 | Magical John Parr                              | — | — | — | — | US73 (5 Wo.)US | Erstveröffentlichung: September 1985                               |
| 1985 | St. Elmo’s Fire (Man in Motion) John Parr      | DE6 (13 Wo.)DE | AT8 (10 Wo.)AT | CH4 (12 Wo.)CH | UK6 Silber · (15 Wo.)UK | US1 (22 Wo.)US | Erstveröffentlichung: 13. Juni 1985                                |
| 1985 | Love Grammar John Parr                         | — | — | — | — | US89 (2 Wo.)US | Erstveröffentlichung: November 1985                                |
| 1986 | Rock ‘n’ Roll Mercenaries Blind Before I Stop  | — | — | — | UK31 (6 Wo.)UK | — | Erstveröffentlichung: 18. August 1986 mit Meat Loaf & Frank Farian |
| 1986 | Blame It on the Radio Running the Endless Mile | — | — | — | — | US88 (6 Wo.)US | Erstveröffentlichung: 1986                                         |
| 2006 | New Horizon –                                  | — | — | — | UK43 (4 Wo.)UK | — | Erstveröffentlichung: 12. Juni 2006 vs. Tommyknockers              |

Weitere Singles
- 1984: Two Hearts
- 1986: Don’t Leave Your Mark on Me
- 1986: Running the Endless Mile
- 1986: Don’t Worry ’Bout Me
- 1988: Restless Heart
- 1990: Westward Ho
- 1990: Always on My Mind
- 1992: Man with a Vision
- 1992: It’s Startin’ All Over Again
- 1996: The River Runs Deep
- 1996: Size of the Boat

## Auszeichnungen für Musikverkäufe
| Goldene Schallplatte - Kanada - 1986: für die Single St. Elmo’s Fire (Man in Motion) |

Anmerkung: Auszeichnungen in Ländern aus den Charttabellen bzw. Chartboxen sind in ebendiesen zu finden.
| Land/RegionAuszeichnungen für Musikverkäufe (Land/Region, Auszeichnungen, Verkäufe, Quellen) | Silber  | Gold  | Platin | Verkäufe | Quellen         |
| -------------------------------------------------------------------------------------------- | ------- | ----- | ------ | -------- | --------------- |
| Kanada (MC)                                                                                  | —       | Gold1 | —      | 50.000   | musiccanada.com |
| Vereinigtes Königreich (BPI)                                                                 | Silber1 | —     | —      | 250.000  | bpi.co.uk       |
| Insgesamt                                                                                    | Silber1 | Gold1 | —      |          |                 |